# Oana Ban
Oana Mihaela Ban (Cluj-Napoca, 11 gennaio 1986) è un'ex ginnasta rumena.

## Palmarès
Olimpiadi
- 1 medaglia:
  - 1 oro (concorso a squadre a Atene 2004).

Mondiali
- 2 medaglie:
  - 2 argenti (concorso a squadre a Anaheim 2003, trave di equilibrio a Debrecen 2002).